# Erigone noseki
Erigone noseki är en spindelart som beskrevs av Embrik Strand 1907. Erigone noseki ingår i släktet Erigone och familjen täckvävarspindlar. Inga underarter finns listade i Catalogue of Life.